# کیش‌سولوش
کیش‌سولوش (به مجاری:  Kisszőlős) یک شهرداری در مجارستان است که در وسپرم واقع شده‌است. کیش‌سولوش ۶٫۴۹ کیلومتر مربع مساحت و ۱۳۶ نفر جمعیت دارد.